# Иосиф (Орехов)
Митрополит Иосиф (в миру Иосиф Степанович Орехов; 2 апреля 1871, хутор Ещеулов, Кочетовский юрт, Первый донской округ, Область Войска Донского, ныне Усть-Донецкий район, Ростовская область — 14 января 1961, Воронеж) — епископ Русской православной церкви, митрополит Воронежский и Липецкий.

## Биография
Родился в семье казака, служившего писарем.
В 1889 году окончил Новочеркасску гимназию, после чего поступил в Киевскую духовную академию, которую окончил в 1893 году со степенью кандидата богословия.
Служил псаломщиком, преподавателем духовного училища и в течение двадцати лет состоял в должности епархиального наблюдателя церковно-приходских школ Владикавказской епархии.
В 1896 году рукоположён во диакона, и во священника. Священствовал в той же епархии.
В 1910 году овдовел.
Награждён орденом Св. Владимира IV (1912) ст.
С 14 октября 1915 года до 15 ноября 1917 года — окружной наблюдатель церковных школ Грузинского Экзархата. Протоиерей.
С 15 ноября 1917 года по 1 июля 1921 года — ректор православной русской духовной семинарии в Тифлисе (Кавказская семинария) и член Кавказской конторы Священного Синода. В 1921 году вернулся во Владикавказ.
В 1922 году, как и большая часть духовенства Владикавказской епархии, уклонился в обновленческий раскол.
С 1922 года — настоятель Спасо-Преображенского собора города Владикавказа.
25 марта 1934 года возведён в сан протопресвитера.
В 1935 году, после закрытия собора, был вторым священником Михайло-Архангельской церкви города Грозного.
С 29 марта 1941 по 10 ноября 1942 года состоял за штатом, проживая у дочери в городе Грозном.
С 1942 года вновь служил в Михайло-Архангельской церкви Грозного.
Принёс покаяние (очевидно, на рубеже 1944/1945 годов, когда с Московской Патриархией воссоединился обновленческий Северо-Кавказский митрополит Василий Кожин).
4 сентября 1945 года решением Священного Синода назначен епископом Воронежским и Острогожским.
7 сентября 1945 года в зале заседаний Священного Синода было совершено наречение архимандрита Иосифа во епископа Воронежского и Острогожского. Чин наречения совершали: Патриарх Московский и всея Руси Алексий I, Митрополит Киевский и Галицкий Иоанн (Соколов), архиепископ Астраханский и Сталинградский Филипп (Ставицкий), архиепископ Алма-Атинский и Казахстанский Николай (Могилевский), архиепископ Минский и Белорусский Василий (Ратмиров), епископы Саратовский и Вольский Паисий (Образцов) и епископ Можайский Макарий (Даев).
9 сентября 1945 года в Петропавловской церкви, что у Яузских ворот, был хиротонисан во епископа Воронежского и Острогожского. Хиротонию совершали: Патриарх Московский и всея Руси Алексий I, архиепископ Алма-Аатинский и Казахстанский Николай (Могилевский) и епископ Саратовский и Вольский Паисий (Образцов). Приехал в Воронеж 15 сентября 1945 года.
За 1945 год в епархии было открыто 19 приходов, а всего на 1 января 1946 года числилось 103 прихода с 93 храмами и 10 молитвенными домами, при этом почти половина действовавших храмов требовала капитального ремонта. В 1948 году по ходатайству епископа Иосифа епархии было передано здание Покровской церкви, ранее занятое краеведческим музеем. В этот храм из Никольской церкви епископ Иосиф перенёс свою кафедру.
22 февраля 1950 года возведен в сан архиепископа.
В 1953 году было широко отпразднован 250-летний юбилей со дня кончины святителя Митрофана Воронежского.
С 8 февраля 1954 года титуловался Воронежским и Липецким.
25 февраля 1954 года награждён правом ношения креста на клобуке.
25 февраля 1959 года возведён в сан митрополита.
Скончался 14 января 1961 года в Воронеже. Погребён в ограде Покровского кафедрального собора города Воронежа.